# ۲۱۳ (میلادی)
۲۱۳ (میلادی) دویست  و سیزدهمین سال تقویم میلادی است.
مرگ اردوان پنجم اخرین فرمانروای اشکانیان

## درگذشتگان
‎